# Alexandra Carpenter
Pour les articles homonymes, voir Carpenter.
Alexandra Carpenter, dite Alex Carpenter, (née le 13 avril 1994 à  North Reading dans l'État du Massachusetts) est une joueuse américaine de hockey sur glace évoluant dans la ligue élite féminine en tant qu'attaquante. Elle a remporté une médaille d'argent olympique aux Jeux olympiques de Sotchi en 2014. Elle a également représenté les États-Unis dans six championnats du monde, remportant cinq médailles d'or et une médaille d'argent.
Elle a remporté le Trophée Patty Kazmaier en 2015.

## Biographie

### En club
Au collège, Alexandra Carpenter joue pour une équipe masculine de hockey sur glace à Bethlehem, New York, ses coéquipiers comprenant son petit frère Robert Carpenter, ainsi que Jonathan Clark, Sam Segal, Danny Golderman et Jake Nussbaum. 
A l'automne 2007, elle rejoint la Gouvernor's Academy, école privée préparatoire. Elle y joue pour l'équipe première a seulement 13 ans, et inscrit un total de 155 buts et 136 assistances pour 291 points en trois ans.
Le 22 juillet 2010, Alexandra s'engage à rejoindre l'équipe universitaire des Eagles de Boston College pour l’automne 2012 . Elle enregistre son 100e points de carrière le 17 février de sa deuxième année d'université .
Pendant sa troisième saison 2014-2015, elle reçoit le Trophée Patty Kazmaier qui récompense la meilleure joueuse du Championnat NCAA. Elle devient la première joueuse des Eagles de Boston College et la première joueuse de la conférence Est à remporter ce prix.
Au total, à travers ses quatre saisons universitaires, elle inscrit 279 points en 150 matchs. C'est ainsi la huitième joueuse à franchir la barre des 250 points dans l'histoire du championnat NCAA, avec plus de points dans sa carrière universitaire que ses paires Hilary Knight, Kendall Coyne ou encore Meghan Duggan .
Alexandra Carpenter est sélectionnée première du repêchage 2015 de la LNHF par les Riveters de New York et est échangée par la suite au Pride de Boston. Pendant l'été 2016, Carpenter signe un contrat d'un an avec Boston pour un montant de 19 500 dollars (le plafond par joueuse est de 20 000 dollars). Elle devient la joueuse la mieux payée du repêchage 2015 . Elle réalise une bonne saison, menant la ligue en nombre d'assistance et occupant la seconde place en nombre de buts, derrière Brianna Decker .
Elle participe au second match des étoiles de la LNHF, dans l'équipe Steadman, et inscrit un but et une assistance .
Le 15 janvier 2018, Carpenter signe avec la nouvelle équipe du Red Star Kunlun située en Chine, pour la ligue canadienne LCHF . L'année suivante, elle poursuit avec son équipe qui a intégré le championnat russe à la suite de la fermeture de la LCHF. Carpenter est sélectionnée  par la NHL pour le 65e match des étoiles dans l'épreuve du match féminine élite 3 contre 3 . A l'occasion de la saison 2020-2021 l'équipe chinoise lui offre le poste de capitaine, après son rôle déterminant dans la victoire du championnat l'année précédente. En effet, Carpenter a mené la ligue avec le titre de meilleure pointeuse (53), meilleure aide (32) et meilleure taux de buts décisifs. 

### En équipe nationale

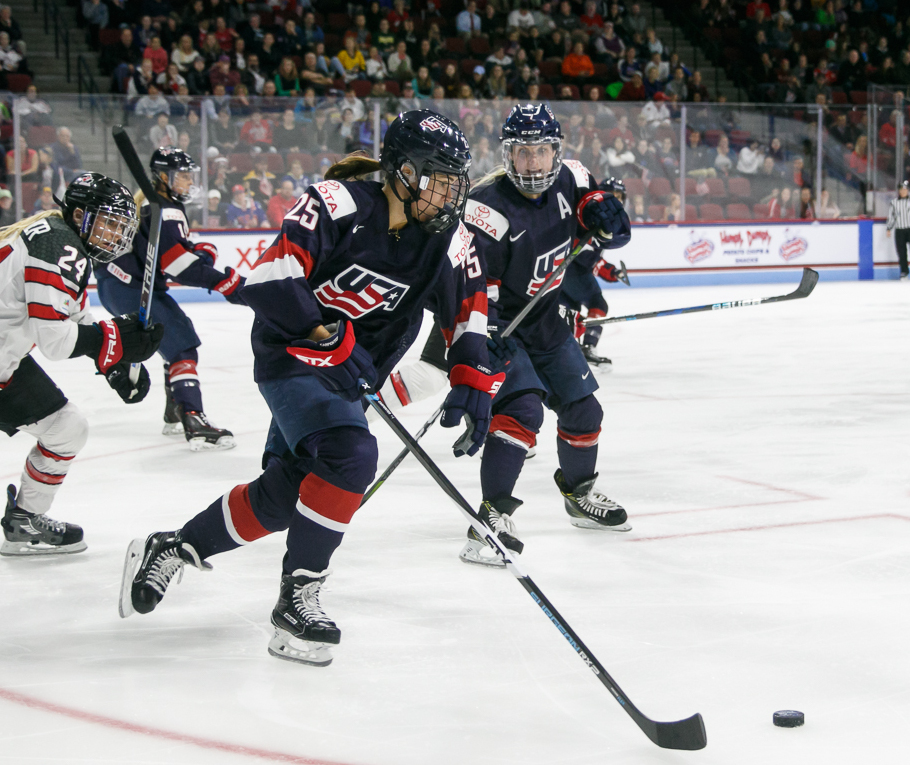
Alex Carpenter pour l'équipe nationale en 2017.

Après une série de matchs exhibition, elle fait ses débuts en équipe nationale des États-Unis dans l'équipe des moins de 18 ans lors du championnat du monde des moins de 18 ans 2010. Elle inscrit un but lors de la finale mais doit se contenter d'une médaille d'argent . 

À l'époque, elle est la joueuse la plus jeune du tournoi à 15 ans, pourtant elle finit celui-ci avec 8 buts et 1 aide en 5 matchs. Elle est classée deuxième de l'équipe en nombre de buts derrière Kendall Coyne . Par la suite, elle participe aux championnats du monde 2011 et 2012 des moins de 18 ans, avec respectivement une médaille d'or et d'argent. Elle est capitaine de l'équipe lors de la dernière compétition.
En 2013, elle est sélectionnée en équipe sénior et remporte quatre médailles d'or lors des championnats du monde 2013, 2015, 2016 et 2017. En 2016, c'est elle qui inscrit le but gagnant en prolongation pour la victoire 1 à 0 contre le Canada en finale.
En 2014, elle participe aux Jeux olympiques de Sotchi et remporte une médaille d'argent, en menant son équipe en nombre de points à tout juste 19 ans. De façon surprenante car sélectionnée en continue depuis 2013, Alexandra Carpenter fait partie des dernières joueuses qui ne sont pas retenues après l'année de préparation pour les Jeux olympiques de Pyeongchang en 2018 . Ainsi elle ne participe pas à la première victoire des États-Unis depuis 20 ans.

## Vie privée
Elle est la fille du joueur de hockey professionnel Bobby Carpenter.

## Statistiques

### En club
| Saison      | Équipe                   | Ligue       |     | Saison régulière | Saison régulière | Saison régulière | Saison régulière | Saison régulière |   | Séries éliminatoires | Séries éliminatoires | Séries éliminatoires | Séries éliminatoires | Séries éliminatoires |
| Saison      | Équipe                   | Ligue       | PJ  | B                | A                | Pts              | Pun              | PJ               | B | A                    | Pts                  | Pun                  |                      |                      |
| 2011-2012   | Eagles de Boston College | NCAA        | 35  | 21               | 18               | 39               | 8                |                  |   |                      |                      |                      |                      |                      |
| 2012-2013   | Eagles de Boston College | NCAA        | 37  | 32               | 38               | 70               | 10               |                  |   |                      |                      |                      |                      |                      |
| 2014-2015   | Eagles de Boston College | NCAA        | 37  | 37               | 44               | 81               | 13               |                  |   |                      |                      |                      |                      |                      |
| 2015-2016   | Eagles de Boston College | NCAA        | 41  | 43               | 45               | 88               | 6                |                  |   |                      |                      |                      |                      |                      |
| 2016-2017   | Pride de Boston          | LNHF        | 17  | 9                | 20               | 29               | 0                | 2                | 3 | 3                    | 6                    | 0                    |                      |                      |
| 2017-2018   | Red Star Kunlun          | LCHF        | 13  | 5                | 7                | 12               | 0                | 4                | 1 | 0                    | 1                    | 0                    |                      |                      |
| 2018-2019   | Red Star Kunlun          | LCHF        | 28  | 17               | 14               | 31               | 0                | -                | - | -                    | -                    | -                    |                      |                      |
| 2019-2020   | Shenzhen KRS Vanke Rays  | ZhHL        | 27  | 21               | 32               | 53               | 6                | 5                | 3 | 4                    | 7                    | 0                    |                      |                      |
| 2020-2021   | Shenzhen KRS Vanke Rays  | ZhHL        | 28  | 29               | 26               | 55               | 6                | 2                | 1 | 0                    | 1                    | 0                    |                      |                      |
| Totaux NCAA | Totaux NCAA              | Totaux NCAA | 150 | 133              | 145              | 278              | 37               |                  |   |                      |                      |                      |                      |                      |
| Totaux LCHF | Totaux LCHF              | Totaux LCHF | 41  | 22               | 21               | 43               | 0                | 4                | 1 | 0                    | 1                    | 0                    |                      |                      |
| Totaux LNHF | Totaux LNHF              | Totaux LNHF | 17  | 9                | 20               | 29               | 0                | 2                | 3 | 3                    | 6                    | 0                    |                      |                      |

### En équipe nationale
| Année | Équipe              | Compétition                   |   | PJ | B | A  | Pts | Pun               |  | Résultat |
| 2010  | États-Unis - 18 ans | Championnat du monde - 18 ans | 5 | 8  | 1 | 9  | 0   | Médaille d'argent |  |          |
| 2011  | États-Unis - 18 ans | Championnat du monde - 18 ans | 5 | 6  | 4 | 10 | 0   | Médaille d'argent |  |          |
| 2012  | États-Unis - 18 ans | Championnat du monde - 18 ans | 5 | 4  | 5 | 9  | 2   | Médaille d'or     |  |          |
| 2013  | États-Unis          | Championnat du monde          | 5 | 1  | 2 | 3  | 0   | Médaille d'or     |  |          |
| 2014  | États-Unis          | Jeux olympiques               | 5 | 4  | 1 | 5  | 2   | Médaille d'argent |  |          |
| 2015  | États-Unis          | Championnat du monde          | 5 | 2  | 1 | 3  | 0   | Médaille d'or     |  |          |
| 2016  | États-Unis          | Championnat du monde          | 5 | 1  | 2 | 3  | 0   | Médaille d'or     |  |          |
| 2017  | États-Unis          | Championnat du monde          | 5 | 1  | 0 | 1  | 2   | Médaille d'or     |  |          |
| 2019  | États-Unis          | Championnat du monde          | 7 | 2  | 5 | 7  | 0   | Médaille d'or     |  |          |
| 2021  | États-Unis          | Championnat du monde          | 7 | 5  | 0 | 5  | 0   | Médaille d'argent |  |          |

## Trophées et Honneurs personnels

### Ligue universitaire
- 2011-2012 : 
  - Recrue du mois de la conférence Hockey East (Octobre) [14]
  - Recrue du mois de la conférence Hockey East (Décembre) [15]
  - Meilleure joueuse de la semaine de la conférence Hockey East (Semaine du 12 Déc.) [16]
- 2014-2015 :
  - Joueuse du mois de la conférence Hockey East (Octobre)[17]
  - Joueuse du mois de la conférence Hockey East (Novembre) [18]
  - Meilleure joueuse de la semaine de la conférence Hockey East (Semaine du 15 Déc.) [19]
  - Sélectionnée dans l'équipe première « All-America » [20]
  - Récipiendaire du Trophée Patty Kazmaier
  - Sélectionnée dans l'équipe première « All-Americans » par CCM hockey [21]

### Ligue élite
- 2016-2017 :
  - Sélectionnée pour le match des étoiles de la LNHF.
  - Joueuse avec le plus d'assistances (20), le plus de buts en série éliminatoire et le plus de points en série éliminatoire de toute la LNHF.
- 2019-2020 :
  - Sélectionnée pour les match des étoiles de la ZhHL.
  - Joueuse avec le plus d'assistances (32), le plus de buts décisifs et le plus de points de toute la ZhHL.

### Ligue professionnelle de hockey féminin
- 2024 : participe au Match des étoiles de la LPHF

### En équipe nationale
- Meilleure attaquante et meilleure buteuse du championnat du monde 2011 des moins de 18 ans [22] et sélectionnée dans le top 3 de son équipe.
- Meilleure attaquante, meilleure réussite d'engagements et meilleure plus/minus du championnat du monde 2012 des moins de 18 ans [23], sélectionnée dans le top 3 de son équipe.